# Primul Asediu al Constantinopolului (626)
Asediul Constantinopolului din 626 realizat de avari, ajutați de un număr mare de aliați slavi și perși sasanizi, s-a încheiat cu o victorie strategică pentru bizantini. Eșecul asediului a salvat Imperiul Bizantin de la colaps, și, combinat cu alte victorii obținute de Heraclius în anul precedent și în anul următor (625, repsectiv 627), a permis bizaninilor să-și recâștige teritoriile și să pună capăt distructivelor războaie romano-persane prin aplicarea unui tratat favorabil la frontiere conform status quo din cca. 590.

## Preludiu

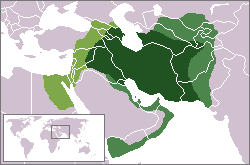
Extinderea maximă a Imperiului Sasanid în anii 610

În 602, Focas l-a răsturnat pe Mauriciu și a stabilit un regim de teroare și incompetență, conducând imperiul spre anarhie. Regele sasanizilor Khosrau al II-lea a atacat, folosind o lovitură de stat ca pretext pentru război. Inițial războiul a mers bine pentru perși, până când numai Anatolia a mai rămas în mâinile romanilor. Mai târziu, Focas a fost răsturnat de fiul exarhului Cartaginei, Heraclius. Un general cu o energie uluitoare, dar încă fără experiență, Heraclius a început imediat să refacă imperiul distrus de Focas. Totuși, în ciuda ofensivelor sale în Mesopotamia (Irakul de azi), Heraclius nu a putut opri perșii de la asedierea Constantinopolului.

## Asediul
Astfel s-a ajuns la asediul Constantinopolului dus de 80.000 de avari care încercau să elimine tot ce mai rămăsese din dominația romană/bizantină asupra Europei. Perșii au ajuns la Calcedon înainte ca Focas să fie detronat. Cu toate acestea, numai atunci când avarii au început să deplaseze înainte toate echipamentele grele de asediere ale zidurilor teodosiene, asediul a devenit iminent.
Din fericire pentru apărători, soldații din capitală numărau circa 12.000 de oameni și majoritatea erau din cavalerie - în mod normal cea mai bine pregătită armată greco-romană din acele timpuri. Un mic avantaj a fost adus de și Patriarhul Constantinopolului - care a mobilizat țăranii din jurul capitalei pentru lupta contra păgânilor. Prin urmare, fiecare asalt a fost un efort sortit eșecului. Când flota avară și flota persană au fost scufundate în două bătălii navale diferite, atacatorii au intrat în panică și au fugit abandonând asediul - aparent convinși că intervenția divină a câștigat lupta pentru bizantini.

## După luptă

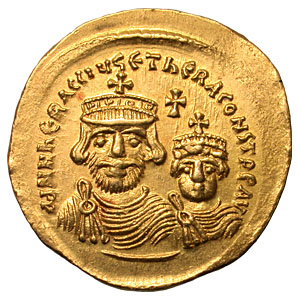
Heraclius şi fiul său, Heraclius Constantin

Înfrângerea a venit imediat după ce au sosit alte vești despre o nouă victorie bizantine: fratele lui Heraclius, Theodorus, l-a învins pe general persan Shahin Vahmanzadegan. După aceasta, Heraclius a condus din nou o invazie în Mesopotamia, învingând o altă armată persană la Ninive. Ulterior, el a mărșăluit la Ctesifonte unde domnea anarhia. În cele din urmă, perșii au fost obligați să-și retragă toate forțele armate și să înapoieze Egiptul, Levantul și teritoriile imperiale din Mesopotamia și Armenia care erau în mâinile romanilor în momentul semnării tratatului de pace din cca. 595. Alte războaie nu au mai existat între perși și bizantinii pentru că invazia arabilor sub stindardul islamului a slăbit puterea ambelor imperii.